# Byram Center
Byram Center – jednostka osadnicza w Stanach Zjednoczonych, w stanie New Jersey, w hrabstwie Sussex.